# Aristide Croisy
Pour les articles homonymes, voir Croisy.
Aristide Onésime Croisy, né le 31 mars 1840 à Fagnon et mort dans la même commune le 7 novembre 1899, est un sculpteur français.

## Biographie
Le père d'Aristide Croisy, Adolphe Croisy, carrier à Fagnon, s'installe ensuite à Mézières comme petit entrepreneur. Aristide Croisy apprend le dessin dans cette ville, puis il se rend à Paris.
En octobre 1857, il entre à l'École des beaux-arts de Paris où il est élève d'Armand Toussaint, d'Auguste Dumont et de Charles Gumery. Il obtient en 1863 le second prix de Rome pour son groupe Nysus et Euryale. En 1865, il se représente au même concours où il obtient le premier second grand prix pour son bas-relief La Fondation de Marseille, qu'il présentera par la suite au Salon de 1867.
Aristide Croisy obtient la médaille de 3e classe du Salon de 1867 pour un groupe en plâtre intitulé L'Invasion, maquette d'un monument à élever par souscription nationale aux victimes ardennaises de la guerre de 1870. En 1882, il obtient la médaille de 2e classe pour Le Nid, groupe en marbre acquis par l'État (Montbrison, musée d'Allard) et, en 1885, celle de première classe pour le groupe formant le soubassement du Monument à la 2e armée de la Loire au Mans. En 1898, il présente au Salon une Baigneuse, statuette de bronze éditée par Frédéric Goldscheider.
En 1876, il est chargé de la restauration, au château de Versailles, des 28 statues en pierre de la balustrade de la chapelle royale, au nombre desquelles celle de Saint Jérôme exécutée en 1708 par Nicolas Coustou.
Aristide Croisy est nommé rosati d'honneur en 1895.
En Russie en 1899, après avoir sculpté le monument funéraire de la famille du richissime industriel et mécène ukrainien Ivan Kharitonenko (de), dans la ville  de Soumy, actuellement en Ukraine, Aristide Croisy supervise, dans les tout derniers mois de sa vie, les travaux du sculpteur russe Alexandre Opékouchine, plus connu pour ses Monuments à Pouchkine à Moscou et à Saint-Pétersbourg, pour la réalisation de la monumentale statue érigée par souscription publique le 1er octobre 1899, toujours à Soumy, en hommage au même Ivan Kharitonenko.
Croisy, proche du général Chanzy par leurs origines ardennaises communes, sculpte la figure de ce dernier à de nombreuses reprises : à Buzancy, résidence du général, il est représenté trois fois, en pied place de la mairie, en gisant dans la chapelle funéraire de son ancienne résidence, qui est aujourd'hui le collège Chanzy, et en buste, au cimetière. À Nouart, commune natale du général, il est statufié en pied, coiffé de son bicorne de grande tenue. Croisy le portraiture également en buste, conservé à Paris au Sénat.
D'autres Ardennais célèbres ont eu leur portrait exécuté par leur compatriote, comme Edmond Toupet des Vignes, l'un des pères de la Troisième République, député puis sénateur des Ardennes entre 1848 et 1882 ; Gustave Gailly, député puis sénateur des Ardennes de 1871 à 1903 ; Louis Tirman, né à Mézières, préfet de 1870 à 1881, puis gouverneur général de l'Algérie de 1881 à 1891.
Dans les départements voisins figurent le Monument à Camille Margaine, maire de Sainte-Menehould en 1867 et député puis sénateur de la Marne de 1871 à 1893, et le Monument à Ernest Bradfer, maire de Bar-le-Duc en 1879, par ailleurs maître de forges associé d'Antoine Durenne, fondeur de nombreuses œuvres de Croisy.
L'après-guerre franco-prussienne de 1870-1871 a donné lieu à diverses commandes de monuments aux morts, comme celui de Sedan, et le Monument des Ardennais ou Monument commémoratif de 1870, inauguré en 1874 à Charleville-Mézières, détruit par les Allemands en 1918. 
Le Monument au général Chanzy est érigé en 1885 par la ville du Mans à la mémoire des combattants de la 2e armée de la Loire, commandée par le général Chanzy qui, en dépit de deux journées de combats héroïques les 11 et 12 janvier 1871, dut se retirer sur Laval.
Si la statue sommitale du général Chanzy, qui domine le dernier carré des combattants du Mans, est l'œuvre du Valenciennois Gustave Crauk, tout le groupe de la base est dû à Aristide Croisy, qui a composé les fantassins, cavaliers, artilleurs, mobiles et marins, les uns blessés, les autres valides, armés de chassepots modèle 1866, ou à tabatière, c'est-à-dire d'anciens fusils à amorces transformés en armes à culasse, et revolvers modèle 1870. On y voit aussi un cheval blessé à terre ainsi qu'un canon muet et divers gabions tressés d'osier déchirés par la mitraille. Un officier chenu à la barbe fleurie, drapé dans les plis du drapeau tricolore, ne tient aucune arme, mais s'agrippe au manche de l'étendard. Ces quatorze personnages, dont deux officiers, celui au drapeau, l'autre muni d'une moderne paire de jumelles, deux marins, l'un debout et l'autre à terre, deux cavaliers, l'un blessé appuyé au canon, l'autre sur le cheval à terre, un zouave, et sept mobiles et fantassins, dont deux à terre. Sur quatorze, deux sont en train de tirer, deux autres rechargent leurs armes,.
Dans le dernier carré du Mans, certains personnages caractéristiques ont été sélectionnés pour être dupliqués en fonte, et leurs figures se dressent toujours dans divers lieux publics de France, comme celui du vieil officier barbu tenant son drapeau intitulé : La Défense du drapeau (d). Le Mobile (d) soldat moustachu d'âge mûr avec son fusil à tabatière, fantassin des bataillons départementaux de la garde nationale mobile, est repris pour les  monuments aux morts de la guerre de 1870 à Abbeville, Arras, Ceaucé, Choisy-le-Roi, Hesdin, Montauban, Montreuil, Nérac, Rimogne, Saint-Bomer, Sainte-Anne-d'Auray. Enfin, le jeune marin imberbe, avec son chassepot existe en réduction au musée municipal de Sedan, à Quimper et à Berck.
Il meurt à Fagnon le 7 novembre 1899.

## Œuvres

### Œuvres dans les collections publiques
Costa Rica

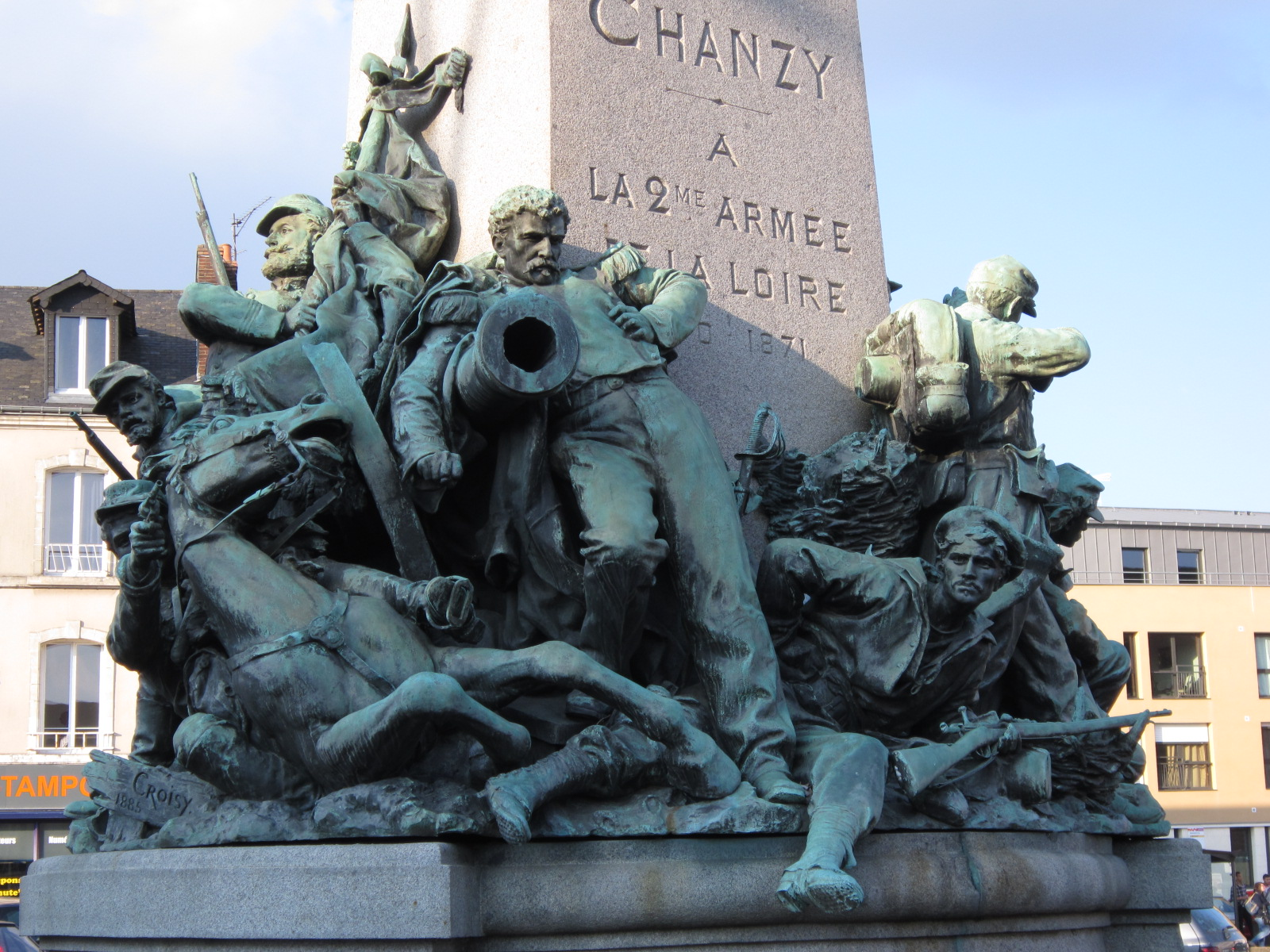
Monument au général Chanzy (1885), détail du groupe de combattants par Aristide Croisy, Le Mans.

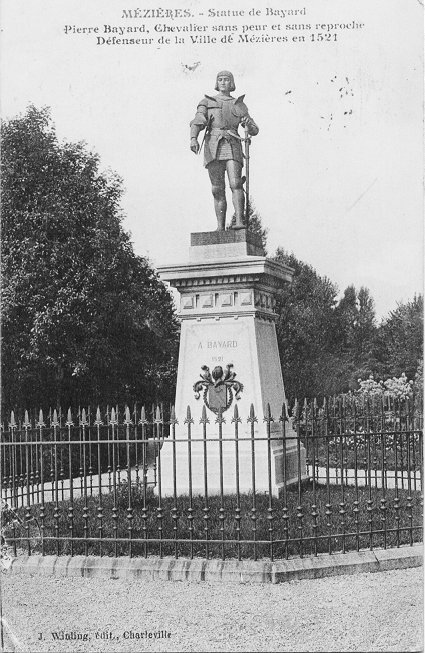
Monument à Bayard (1893), Charleville-Mézières.

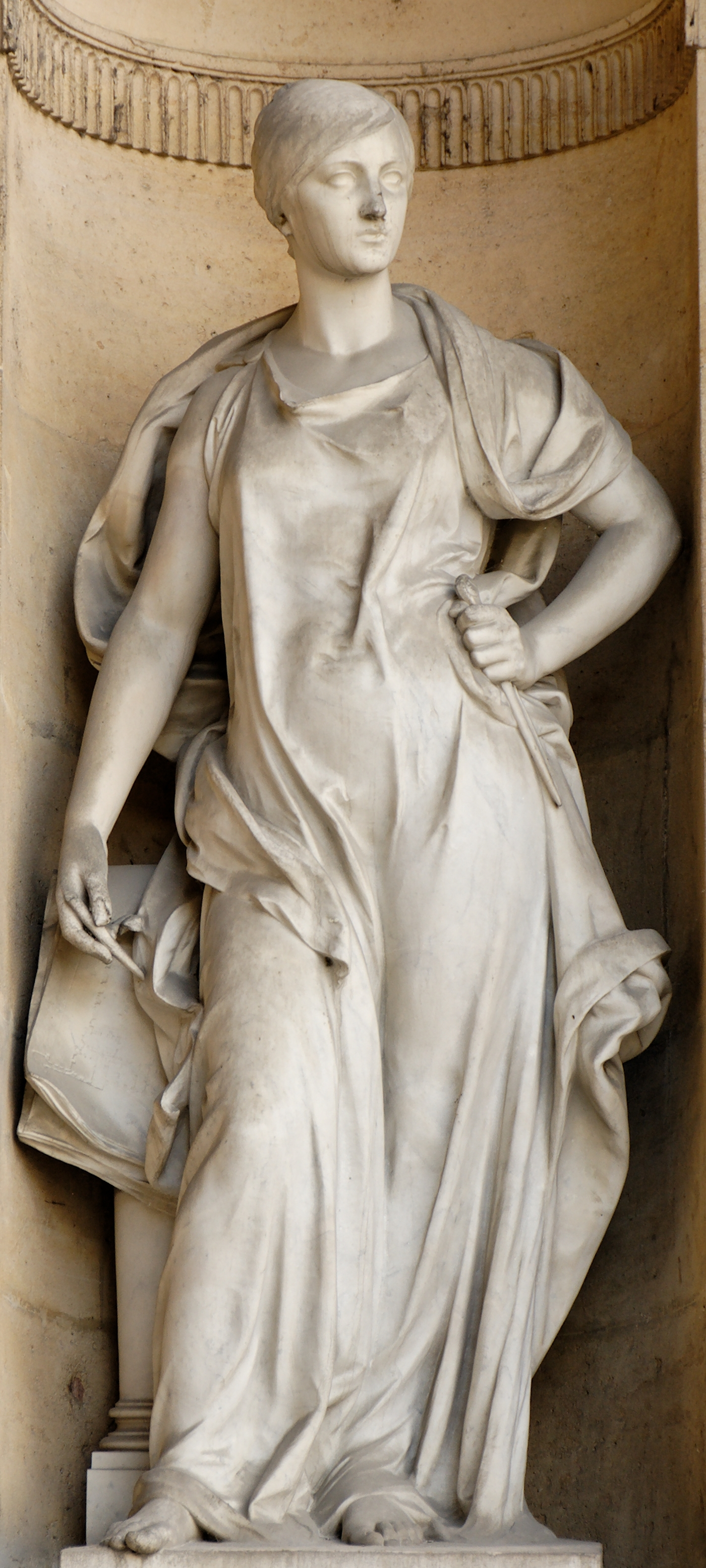
L'Architecture (1895), Paris, palais du Louvre.

- Alajuela, Monument à Juan Santamaría[14] commandée en 1887 et inaugurée en 1891.

France
- Buzancy, château de Buzancy, chapelle : Gisant du général Chanzy.
- Charleville-Mézières :
  - musée de l'Ardenne[15] :
    - Paolo et Francesca, personnages de Dante, 1878, plâtre[16],[17] ;
    - Le Nid, 1880, groupe en plâtre ;
    - médaillons, dont un Autoportrait.

  - square Mialaret : Monument à Bayard, 1893, statue en bronze.
- Dunkerque, cimetière : tombe de la  famille Bellais-Leprètre[18]
- Givet : Monument à Étienne Nicolas Méhul[19]
- Marseille, musée des Beaux-Arts : La Fondation de Marseille, bas-relief.
- Mohon, cimetière : tombe du maître de forges Jean-Baptiste Brézol.
- Montbrison, musée d'Allard : Le Nid, 1882, groupe en marbre[20], représentant, endormis dans un fauteuil, les deux jeunes enfants du sculpteur[20],[2].
- Montreuil : monument aux morts, 1912.
- Paris :
  - bourse de commerce : La Ville de Paris, 1889, bas-relief en pierre du fronton monumental, allégories féminines figurant Le Commerce et L'Abondance.
  - mairie du 19e arrondissement, façade, 1er étage du pavillon central : deux allégories, dont celle située à senestre représente La Dhuys, exposée au Salon de 1881.
  - palais du Louvre : L'Architecture, 1895, statue en pierre.
  - Sénat, palais du Luxembourg[21] :
    - Le Général Chanzy, buste ;
    - L'Amiral Jauréguiberry, buste.
- Sainte-Anne-d'Auray : Mobile en arme.
- Sedan :
  - musée municipal : Auguste Philippoteaux, député, 1887, buste en marbre[22].
  - place d'Alsace Lorraine : Monument aux morts de 1870, 1897, bronze.
- Localisation inconnue :
  - Buste du pape Léon XIII, bronze.
  - Statue de Niedermeyer, 1888, compositeur  et organiste.

Ukraine
- Soumy : sépulture de la famille de l'industriel Ivan Kharitonenko (de) (mort en 1891), dont Croisy présenta divers éléments aux Salons de 1894 et de 1897 (calvaire, groupe de marbre, paysan et enfants).

Sépulture Kharitonenko, Soumy (Ukraine)
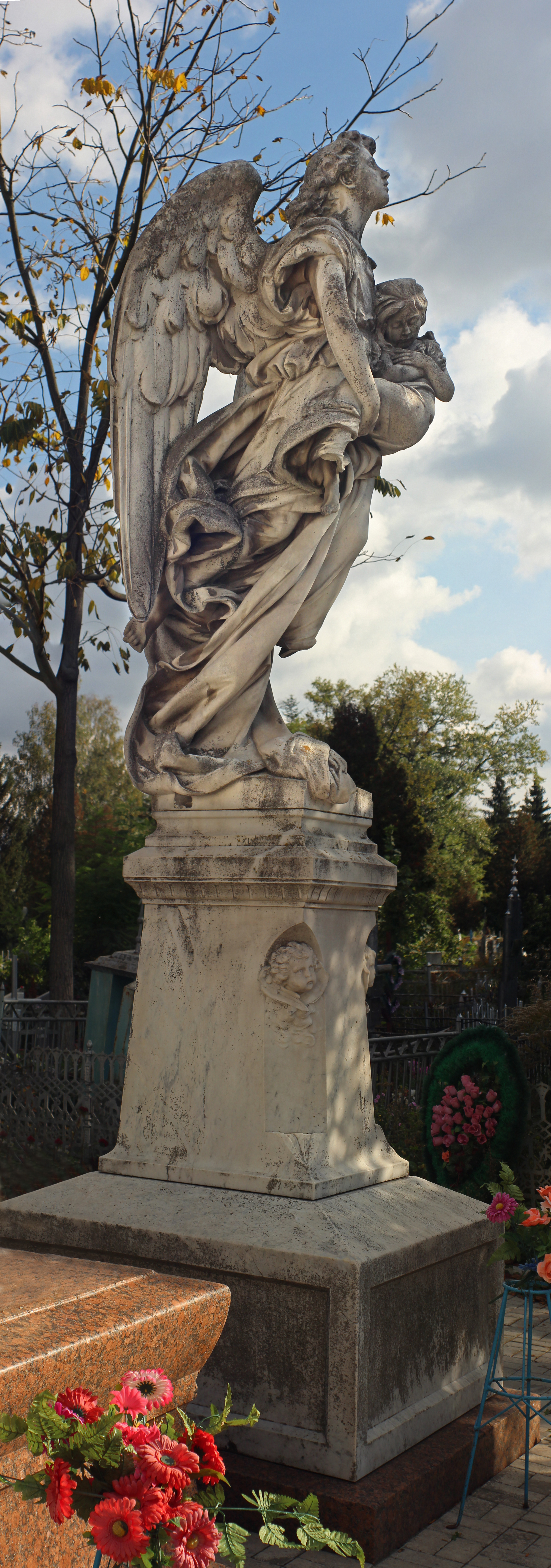
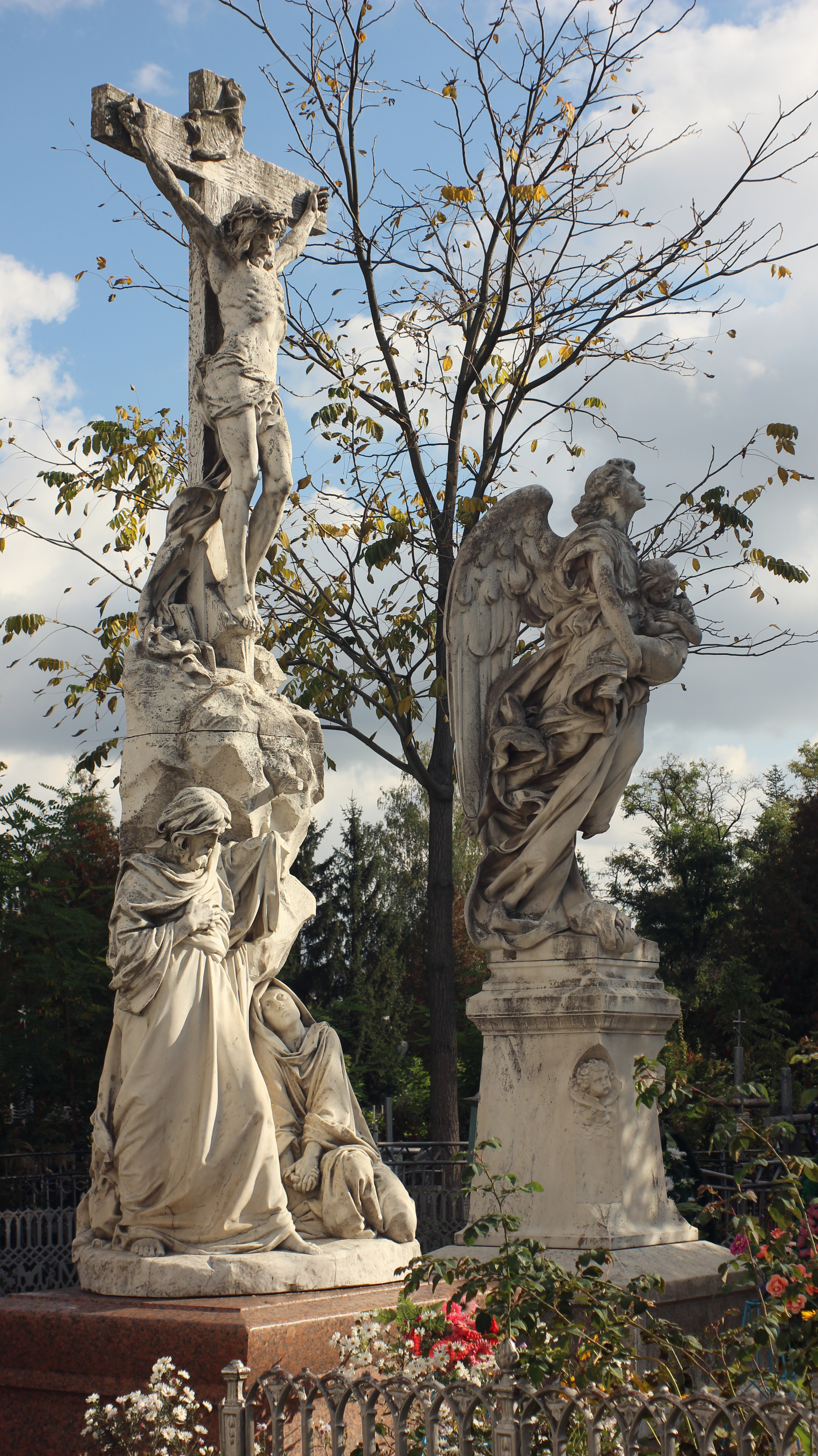
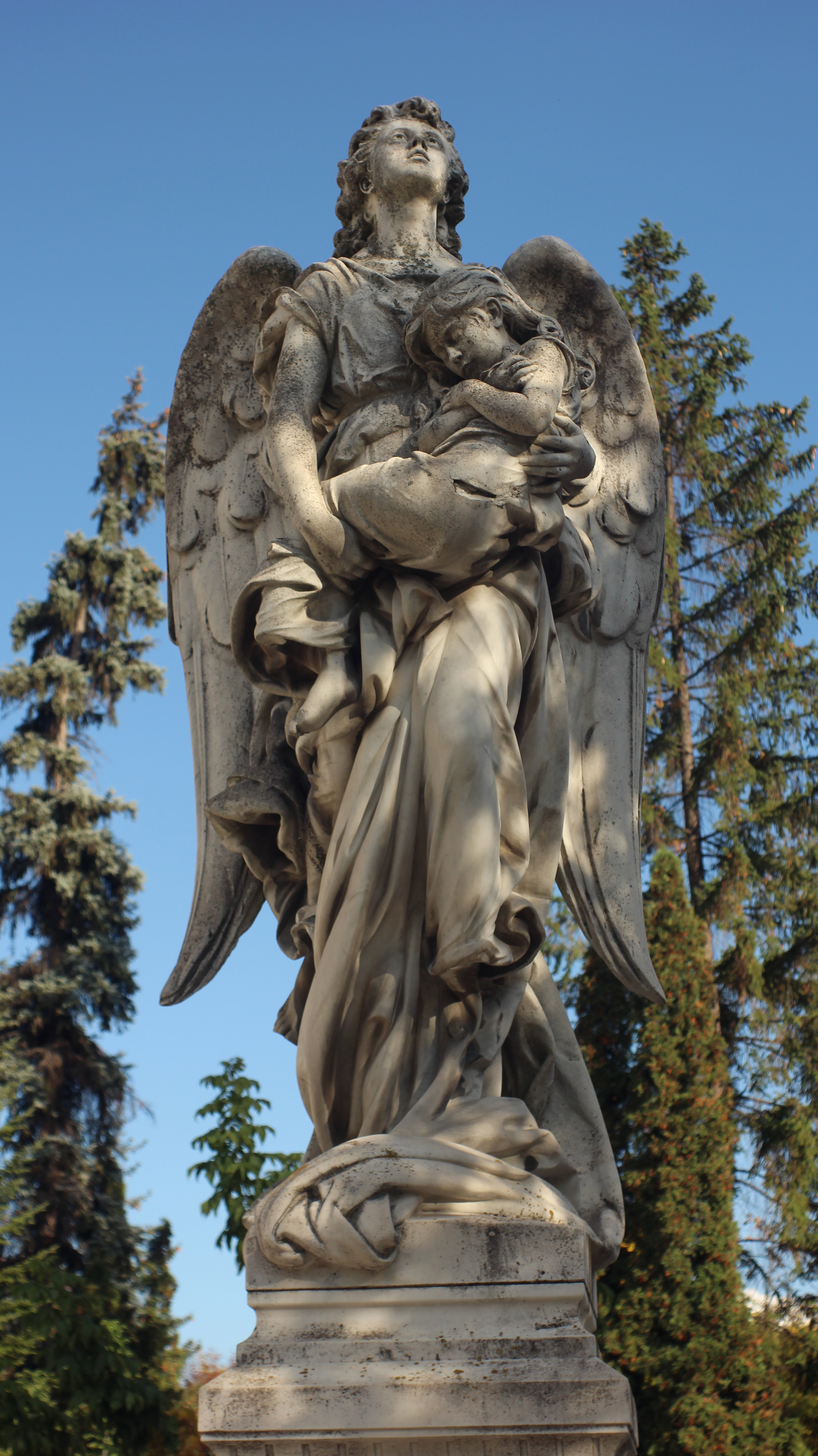
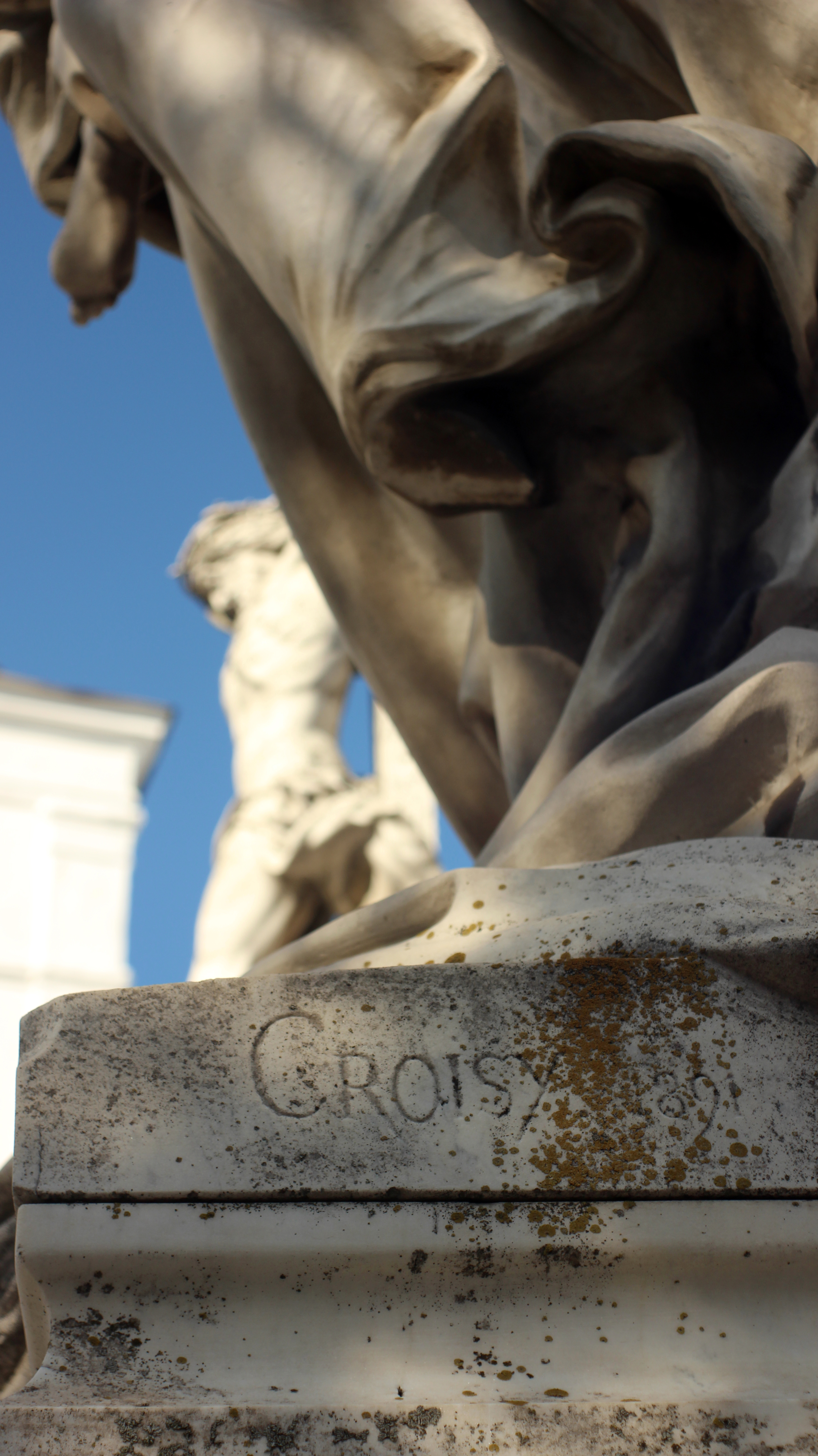

### Œuvres d'édition
Le Monument du Mans à la 2e armée de la Loire, érigé en 1885, présente une galerie de militaires qui ont servi ensuite de prototypes pour de nombreux monuments aux morts de France.
Des statues d'édition ont été produites selon la technique du marcottage dans les ateliers du fondeur parisien Durenne, et leur érection a parfois eu lieu des années après la mort de leur auteur. Ainsi le groupe de Villefranche-de-Rouergue a été érigé en 1909, la même année que les marins de Péronne et de Quimper. Trois types dominent : Le Mobile, L'Officier, et Le Fusilier-marin, l'arme au pied.
Ces trois motifs existent également dans des éditions de réductions en bronze. Des modèles réduits ont été également édités en bronze comme celui du Patriote, variante rajeunie de l'officier drapé dans les plis du drapeau tricolore. Il existe aussi une version du fusilier-marin, l'arme au pied.
Le modèle de la statue de Bayard, réduit et interprété en bas-relief, fut utilisé par l'industriel Clément Bayard comme emblème sur ses automobiles commercialisées avant la Première Guerre mondiale.
Des statuettes ont été éditées en porcelaine de Longwy, en plâtre ou en marbre (Le Nid, Oviedo, musée des Beaux-Arts des Asturies).

Œuvres d'Aristide Croisy ayant été éditées
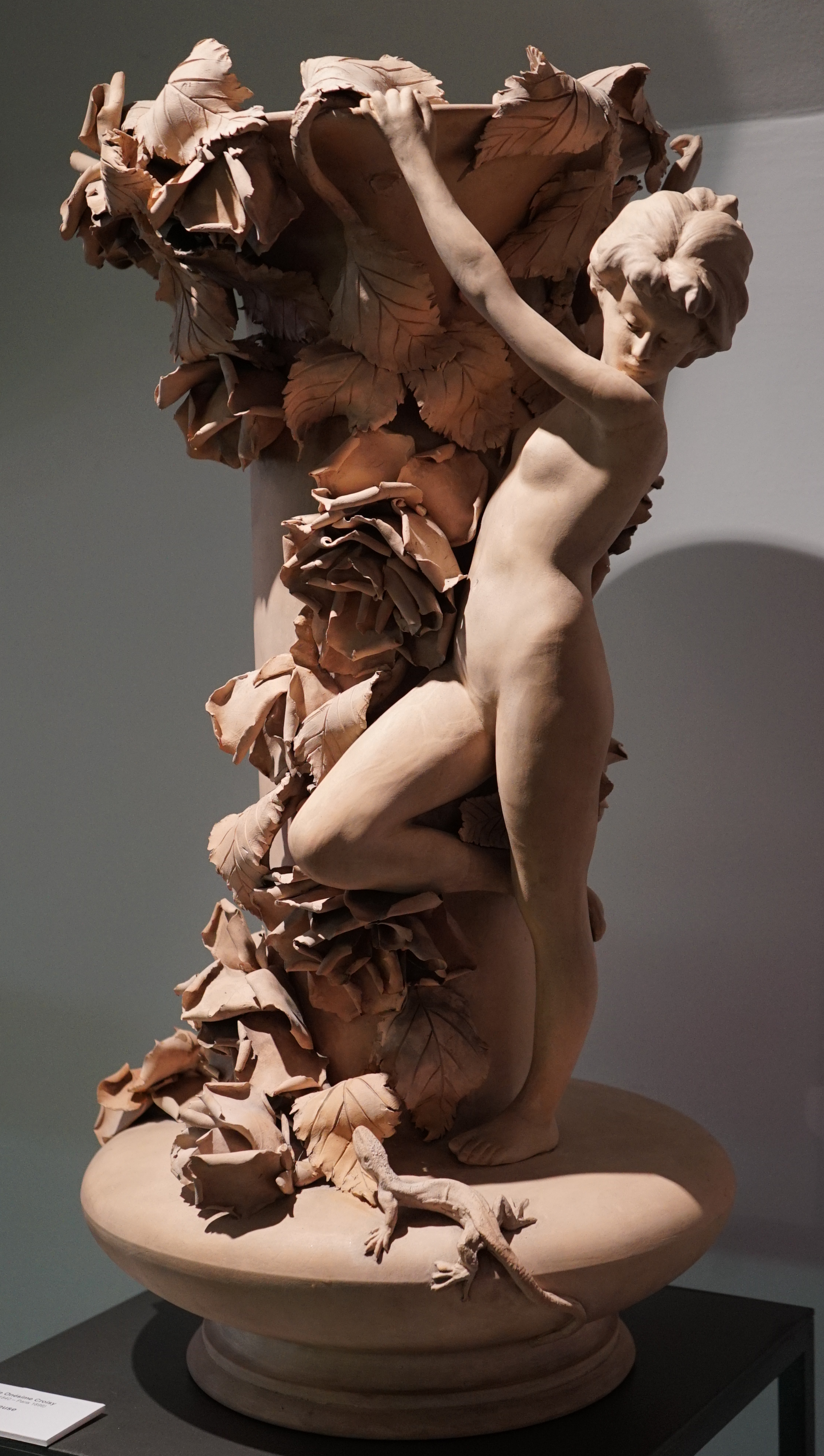
Peureuse, Charleville-Mézières, musée de l'Ardenne.
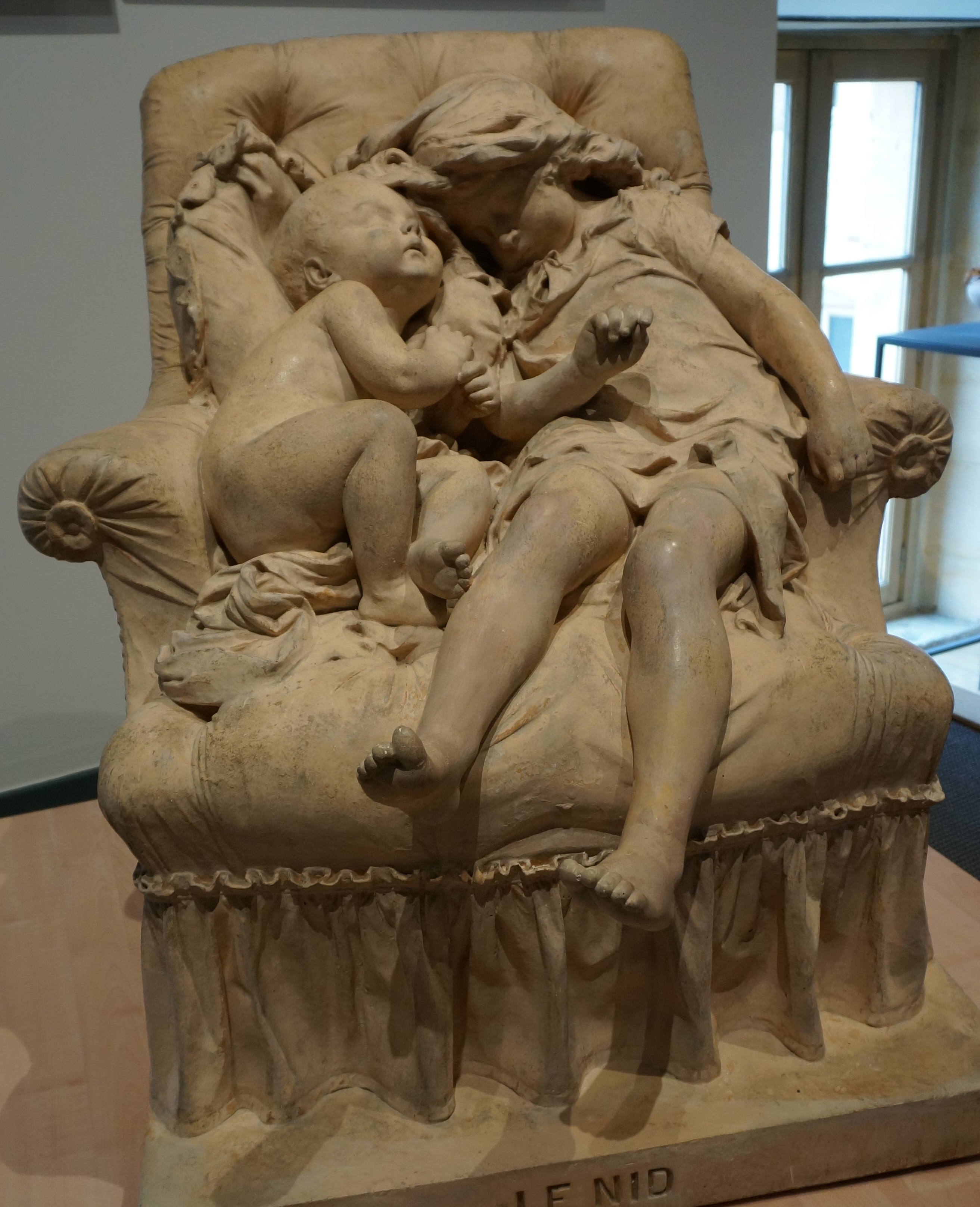
Le Nid (1880), plâtre, Charleville-Mézières, musée de l'Ardenne.
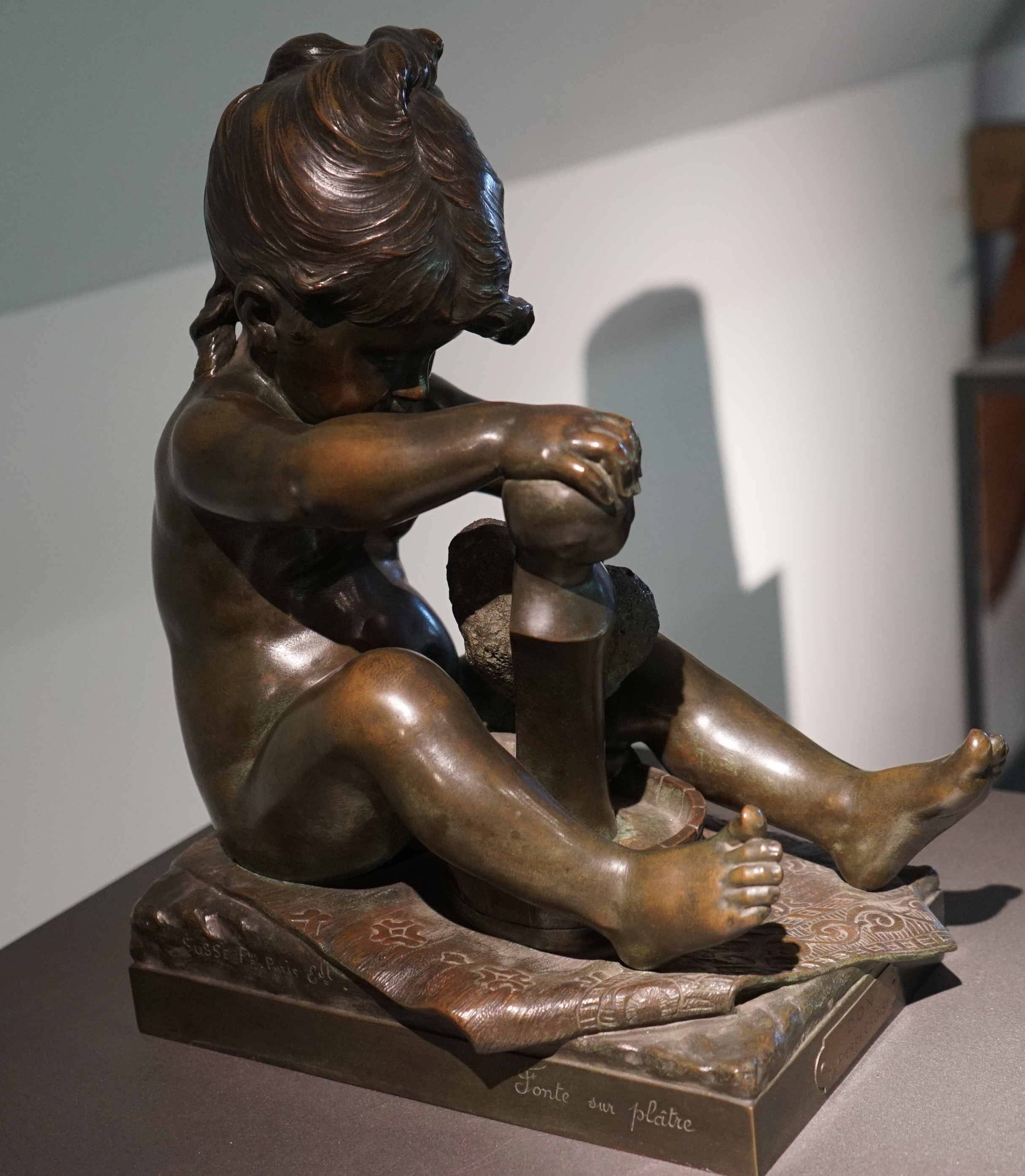
La Toilette de la poupée, Charleville-Mézières, musée de l'Ardenne.
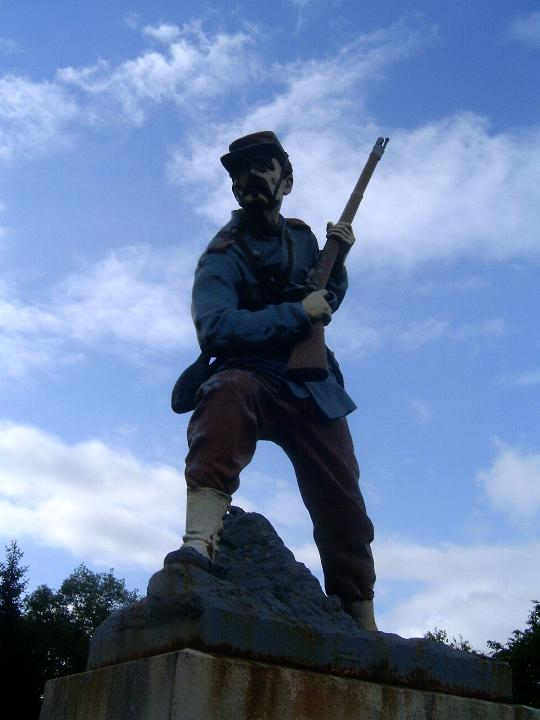
Soldat mobile, Rimogne.

## Salons
- 1867 : La Fondation de la ville de Marseille, bas-relief en marbre (musée des Beaux-Arts de Marseille).
- 1868 : La Prière d'Abel, statue en bronze (Paris, palais de la Légion d'honneur) ; Portrait de M. le vicomte de L., buste en marbre.
- 1869 : Néréide, statue en plâtre ; Portrait d'Émile Augier, buste en plâtre.
- 1870 : La Prière d'Abel, statue en bronze (ministère des Beaux-arts) ; Psyché abandonnée, statue en plâtre.
- 1873 : L'Invasion, groupe en plâtre, projet de monuments aux victimes de 1870-1871 dans les Ardennes, 3e médaille.
- 1875 : Portrait de M. Lacaille, avocat, buste en bronze.
- 1876 : Portrait de M. Toupet des Vignes, sénateur, buste en bronze ; Paul Malatesta et Françoise de Rimini, groupe en plâtre, réexposé en 1878 (Charleville-Mézières, musée de l'Ardenne).

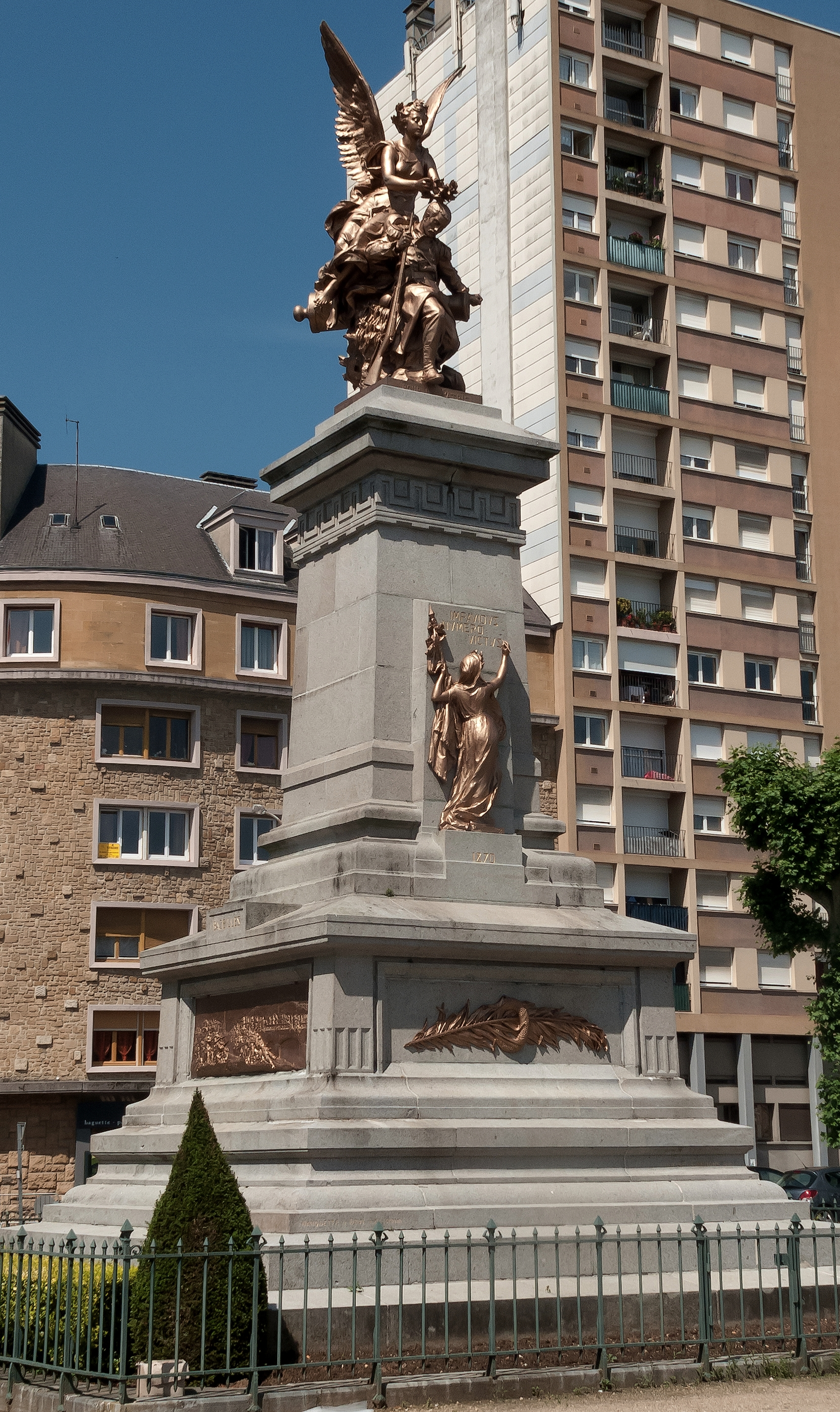
Monument aux morts de 1870 (1897), Sedan.

- 1877 : Portrait de M. Gailly, député, buste en marbre ; Portrait M. H. Perrin, buste en plâtre.
- 1878 : Le Repos, statue en plâtre ; Paul Malatesta et Françoise de Rimini, groupe en marbre.
- 1879 : La Fille aux raisins, statue en plâtre ; Portrait de M. H., buste en marbre.
- 1880 : Un Nid, groupe en plâtre ; Portrait de M. L. Détroyat, buste en terre cuite.
- 1881 : La Dhuys, figure allégorique, statue en pierre (Paris, mairie du 19e arrondissement) ; Portrait de M. le docteur Philbert, buste en terre cuite.
- 1882 : Le Nid, groupe en marbre (médaille de 2e classe (Montbrison, musée d'Allard) ; Portrait de Mme P.J., buste en marbre.
- 1883 : Le Général Chanzy sur son lit de mort, statue en plâtre ; Ernest Bradfer, statue en plâtre (modèle de la statue en bronze du monument de Bar-le-Duc).
- 1885 : L'Armée de la Loire, groupe en bronze érigé au Mans la même année (médaille de 1re classe).
- 1886 : Le Général Chanzy, statue en bronze, devant être érigée à Nouart (Ardennes).
- 1887 : Portrait de l'amiral Jean Bernard Jauréguiberry, buste en marbre ; Portrait du général Boulanger, ministre de la Guerre, buste en marbre.
- 1888 : M. Tirman, gouverneur général de l'Algérie, buste en marbre.
- 1889 : Mercure, statue pour le jardin du Palais-Royal à Paris ; La Paix et la Concorde, fronton du dôme central de l'Exposition universelle de 1889 ; fronton et statues de la Bourse du Commerce de Paris.
- 1890 : Méhul, statue en bronze pour la ville de Givet ; Mme M., buste en marbre.
- 1891 : Deux anges, groupe funéraire en marbre pour M. Kharitonenko.
- 1891 : maquette du Monument du héros national de Costa Rica, Juan Santamaria, érigé à Alajuela.
- 1893 : Bayard, statue en bronze pour Charleville-Mézières.
- 1894 : Calvaire, groupe en marbre destiné à la décoration d'un tombeau en Ukraine ; La Charge des chasseurs d'Afrique à Floing, le 1er septembre 1870, bas-relief en plâtre faisant partie du monument commémoratif destiné à Sedan.
- 1895 : Monument à la mémoire des soldats morts pour la patrie devant être élevé à Sedan : Pour la patrie, groupe en bronze, La Défense du pont de Bazeilles (1er août 1870), bas-relief en bronze ; M. Margaine, ancien questeur du Sénat, buste en marbre.
- 1897 : Moujik et enfants ukrainiens, groupe en plâtre formant le soubassement du monument érigé à la mémoire des Kharitonenko en Ukraine ; Le Général de Boisdeffre, statuette en bronze.
- 1898 : Baigneuse, statuette en bronze, Goldscheider éditeur.

## Expositions
- Exposition universelle de 1876 : Le Moissonneur, statue en plâtre ; Portrait du général Chanzy, buste en marbre.
- Exposition universelle de 1889 : La Paix et la Concorde, fronton du dôme central de l'Exposition.
- Charleville-Mézières, musée de l'Ardenne, du 8 octobre au 6 décembre 2005, exposition consacrée à la trentaine d'œuvres d'Aristide Croisy conservées dans ses réserves, à l'occasion de l'érection en ville de la reproduction du Monument à Bayard, du même artiste, qui avait été prise par les Allemands pendant la Première Guerre mondiale, puis récupérée en 1918, et envoyée à la fonte par l'Occupant pendant la Seconde Guerre mondiale.

## Récompenses
- 1863 : deuxième grand prix de Rome pour le groupe Nisus et Euryale.
- 1865 : premier second grand prix pour le bas-relief La Fondation de la ville de Marseille.
- 1873 : 3e médaille au Salon pour L'Invasion, groupe en plâtre, projet de monuments aux victimes de 1870-1871 dans les Ardennes.
- 1885 : médaille de première classe au Salon des artistes français pour L'Armée de la Loire, groupe en bronze érigé au Mans la même année.

## Distinctions
Aristide Croisy est nommé chevalier de l'ordre national de la Légion d'honneur par décret du 28 août 1885.